# Стрелка Линдена
Стрелка Линдена, или красноглазка Линдена, (лат. Erythromma lindenii) — вид стрекоз в составе рода Erythromma из семейства Coenagrionidae. Видовое название дано в честь бельгийского энтомолога Пьера Леонара Вандер-Линдена (1797—1831) — профессора зоологии, специализировавшегося на изучении перепончатокрылых и стрекоз, и описавшего большое количество их видов.

## Описание
Общая длина 30—36 мм, длина брюшка 24—29 мм, длина заднего крыла 17—21 мм. У самцов верхние анальные придатки длиннее нижних, изогнутые. Пятна на затылке линейные, либо вовсе отсутствуют. Доплечевая полоска весьма широкая. У самки анальные придатки светло окрашенные. Мезостигмальная пластина крупного размера, с жёлтыми боковыми бугорками. Задний край переднеспинки несколько искривлённый, трёхлопастной. У обоих полов птеростигма светло серая, крупная.

## Ареал
Южная и Западная Европа, Средиземноморье, Северная Африка.
На территории Украины вид встречается в Придунавье, в бассейне Нижнего Днестра (Одесская область и Херсонская область), в басcейнах низовьев Днепра на юге Украины. Также обитает в Крыму. Встречаются единичные особи.

## Биология
Встречается у проточных медленно текущих и стоячих водоёмов различных типов. Предпочитает преимущественно крупные и глубокие (озёра и спокойно текущие реки) водоёмы с чистой, насыщенной кислородом водой и развитой водной растительностью. В год развивается в одном поколении. Время лёта имаго — с мая (в Южной Европе), июня — до октября. Яйца откладываются самкой на водные растения.

## Охрана
Занесён в Красную книгу Украины. Природоохранный статус вида: Редкий. Причины изменения численности: загрязнение водоёмов, в которых развиваются личинки.